# Aiptasia

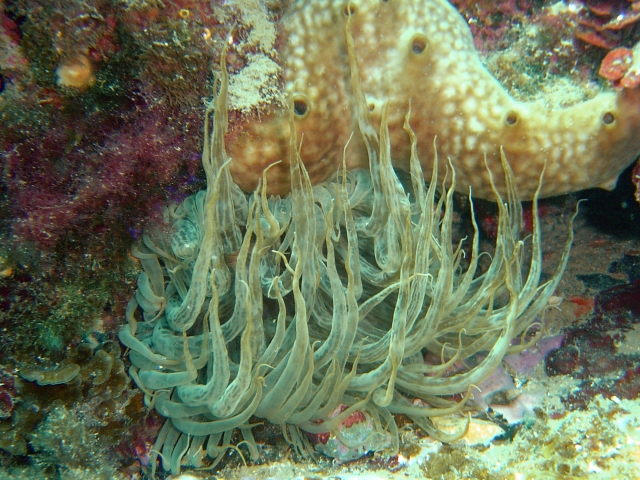
Aiptasia mutabilis, zdjęcie z wybrzeża Morza Śródziemnego u wybrzeży Murcji

Aiptasia – rodzaj symbiotycznego parzydełkowca należącego do klasy Anthoza (koralowce, ukwiały morskie). Aiptasia jest szeroko rozpowszechnionym rodzajem umiarkowanych i tropikalnych ukwiałów morskich o bentosowym trybie życia, zwykle spotykany na twardych dennych podłożach. Ukwiał ten czerpie energię ze światła, dzięki symbiotycznym jednokomórkowym glonom. Poprzez symbiozę, polip otrzymuje pokarm przeważnie w postaci cukrów i tłuszczów produkowanych w procesie fotosyntezy. Większość gatunków Aiptasia jest uodporniona na różnorodny zakres zasolenia oraz jakości wód morskich. Za sprawą tej odporności, ukwiały są zdolne do natychmiastowej reprodukcji. Co wpływa na fakt, iż z punktu widzenia hobbystów akwarystyki jest ona postrzegana jako szkodnik. Aczkolwiek, to właśnie te cechy sprawiają, że są one łatwe do uprawy w laboratorium i dlatego są szeroko stosowane jako organizmy wzorcowe do badań naukowych. Pod tym względem Aiptasia wniosła znaczący wkład w postaci wiedzy na temat parzydełkowców, a w szczególności ludzkiego rozumienia symbioz cnidarianowo-galgalowych.

## Morfologia
Dorosłe gatunki przyjmują formę polipa. Ciało składa się ze stopy, którym Aiptasia przyczepia się do podłoża, gładkiej i wydłużonej kolumny ciała, otworu gębowego oraz krążka ustnego, na którym znajdują się długie macki kłujące, służące do zdobywania pokarmu. Ukwiał przyjmuje różne ubarwienia, lecz najczęściej spotykanym jest przeźroczysty odcień brązu.

## Rozmnażanie
W przypadku dobrze rozpoznanych Aiptasia pallida i Aiptasia pulchella, osobniki są dwupienne, co oznacza, że są rozdzielnopłciowe. Podczas rozmnażania płciowego, które następuje w czasie tarła, ukwiały uwalniają swoje gamety do wody, w której następuje zapłodnienie. Powstała w tym czasie zygota staje się wolną pływającą larwą, która ostatecznie osiada na odpowiednim podłożu, stając się mikroskopijnym polipem. Do tego sposobu rozmnażania się, dochodzi gdy warunki zewnętrzne są sprzyjające dla ukwiału.

## Akwarystyka
W środowisku akwarystycznym, gatunki te są postrzegane jako potencjalne szkodniki. W sprzyjających warunkach bardzo szybko się rozmnażają zarówno przez podział, jak i płciowo, wyrastając obok innego występującego w akwarium morskiego zwierzęcia, parząc go powoli i doprowadzi do jego śmierci. Najczęściej trafiają do akwarium jako małe polipy znajdujące się w szczelinach skał czy korali. Pozbycie się ich jest czasochłonne i wymaga wiele cierpliwości. Jednym z przeszkód jest zdolność ukwiału do natychmiastowego wypompowania wody, którą pochłonął, przez co natychmiastowo zmniejsza się jego wielkość ciała, co uniemożliwia lub bardzo utrudnia wstrzyknięcie preparatów do pozbycia się go z danego siedliska. Kolejną przeszkodą jest fakt, iż przy odpowiednim dostępie pokarmu i braku światła, może przyjmować formy asymbiotyczne, dzięki czemu nie jest zmuszona do korzystania z zooksantelli.

## Metody zwalczania Aiptasia w akwarium
Aby kontrolować populacje Aiptasii, hobbyści często umieszczają w akwarium ryby np. forcipiger, chelmon, krewetki z rodzaju Lysmata, czy ślimaki nagoskrzelne.
Jedną ze sposobów walki ze szkodnikiem jest zastosowanie połączenie zatruwania ukwiałów gorącą wodą oraz zwalczania ich za pomocą ostrego narzędzia przy pomocy krewetek odżywiających się Aiptasią. Duże osobniki możemy unicestwić poprzez wstrzyknięcie gorącej wody w środek jamy ukwiału lub przez zniszczenie mechaniczne. Młodymi osobnikami oraz resztkami, które pozostały po dorosłych Aiptasiach odżywiają się krewetki. Istnieje możliwość, że krewetka będzie się żywić dorosłymi i całymi ukwiałami, lecz robią to rzadko i niechętnie.
Jeśli istnieje możliwość wyjęcia skały, na której znajduje się Aiptasia, to jest to sposób do łatwego usunięcia mechanicznego – jeżeli tylko są to pojedyncze polipy. Problemem jest, gdy znajduje się ich tam więcej, ponieważ Aiptasia w szybkim tempie kurczy się do małego rozmiaru, przeważnie ukrywając się w dziurze skalnej.Ponadto po wyciągnięciu z wody jest prawie nie do rozpoznanie na tle skały. Jeżeli jest ona na płaskiej powierzchni, usunięcie ją ostrym narzędziarzem jest skutecznym i szybkim sposobem.